# Артиљеро
„Артиљеро“ је српски филм из 2012. године. Режирао га је по сопственом сценарију Срђан Анђелић.
Сам назив филма — артиљеро — у фудбалском сленгу Бразила значи онај који никада не промашује.
Филм је премијерно приказан у Београду 31. октобра 2012. године.

## Радња
Главни јунак, Мали, свог идола налази у фудбалеру Немањи Видићу, светски познатом фудбалеру, играчу Манчестер Јунајтеда из Енглеске.Мали и његова девојка, Ана, покушавају да нађу начин да га врате у домаћу лигу, а све из жеље и потребе да имају идола.

## Улоге
| Глумац              | Улога              |
| ------------------- | ------------------ |
| Јован Коларић       | Мали               |
| Ана Коњовић         | Ана                |
| Небојша Глоговац    | Злаја              |
| Петар Божовић       | Ћале               |
| Александра Јанковић | Кева               |
| Предраг Бјелац      | Гане               |
| Борис Јагер         | Кењац              |
| Вујадин Милошевић   | Психо              |
| Ива Косовац         | Милица             |
| Балша Ђого          | Носке              |
| Марко Јоцић         | Бата Зулу          |
| Новак Билбија       | Божа               |
| Данијела Врањеш     | Љиља               |
| Драгомир Чумић      | Чикица             |
| Борис Миливојевић   | Цакани             |
| Никола Ђуричко      | Глумац             |
| Зоран Цвијановић    | Тип из "Офсајда" 1 |
| Небојша Бакочевић   | Тип из "Офсајда" 2 |